# Elżbieta Stefańska-Łukowicz
Pour les articles homonymes, voir Stefańska.
Elżbieta Stefańska-Łukowicz, née le 7 septembre 1943 à Cracovie en Pologne, est une claveciniste classique polonaise.

## Biographie

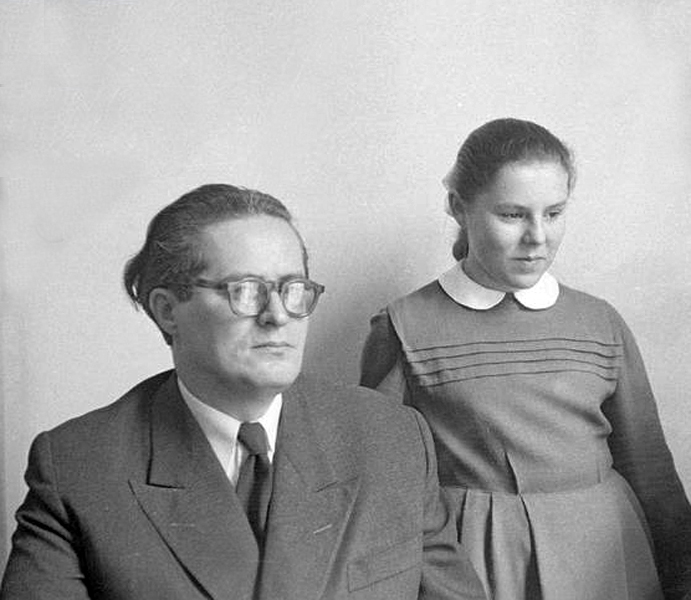
Ludwik Stefański et sa fille Elżbieta en 1956.

Elżbieta Stefańska-Łukowicz, née le 7 septembre 1943 à Cracovie en Pologne, est la fille de 	
Ludwik Stefański, pianiste et de Halina Czerny-Stefańska, également pianiste.
Elle effectue ses études musicales à l'Académie de musique de Cracovie avec le claveciniste et musicologue Hans Pischner. Elle suit aussi des classes de maître à Sienne et Weimar, avec Zuzana Růžičková et Ruggero Gerlin. Elle est lauréate du Concours de musique ancienne de Łódź (1964) et du Concours international de Genève (1965). À partir de 1991, elle commence à jouer en duo avec sa mère, avec un programme d'œuvres de compositeurs allant de l'ère classique à l'ère moderne.
Elle enregistre notamment des compositeurs comme Haendel, Couperin, Rameau ainsi que les sonates de Domenico Scarlatti ; elle est également enseignante à l'Académie de musique de Cracovie.

## Discographie
Elżbieta Stefańska a enregistré pour Polskie Nagrania Muza, EMI, Decca Records, Fonit Centra/Warner et Pony Canyon au Japon (intégrale des sonates de Mozart et du Bach).
- Scarlatti, 12 sonates : K. 9, 24, 96, 107, 115, 124, 146, 159, 175, 202, 420 et 481 (1973, LP Muza Polskie Nagrania Warszawa SXL 0974)
- Penderecki, Partita pour clavecin, guitare électrique, guitare basse, harpe contrebasse et orchestre - Orchestre symphonique de la Südwestfunk, dir. Krzysztof Penderecki (1987, Erato ECD 75321) (OCLC 872507529)
- Cimarosa, Concerto pour clavecin en si bémol majeur - The Masterplayers, dir. Richard Schumacher (Cetra/Warner) (OCLC 35026377)
- Fandango : œuvres de D'Anglebert, F. Couperin, Balbastre, Daquin, Oginski et Soler - Elżbieta Stefańska, clavecin d'après Tasquin 1769 (13 août 2007, Castello) (OCLC 839064949)
- Bach, Concertos pour clavecin BWV 1052, 1060, 1064, 1065 (8-11 octobre 1996, Dux) (OCLC 751366061)
- Penderecki, Partita pour clavecin - Orchestre philharmonique de Varsovie, dir. Antoni Wit (7 septembre 2009, Naxos) (OCLC 794368157)
- Ogiński,Harpsichord works Acte Préalable AP0139
- Chopin, Piano works VII Acte Préalable AP0308 )
- Chopin, Piano works XIV Acte Préalable AP0314